# Szymon Wiaderny
Szymon Wiaderny (ur. 25 maja 2003 w Kielcach) – polski piłkarz ręczny, lewoskrzydłowy, od sezonu 2022/23 zawodnik  Industria Kielce

## Kariera sportowa
Wychowanek KS Vive Kielce. Swoją karierę sportową rozpoczął u trenera Rafała Bernackiego. W 2022 r. ukończył Szkołę Mistrzostwa Sportowego w Kielcach gdzie rozwijał się pod okiem trenera Zygmunta Kamysa.
W sezonie 2021/22 zdobył, z klubem KS Vive Kielce, Mistrzostwo Polski w Kategorii Juniorów, gdzie został wybrany najlepszym zawodnikiem turnieju.
W kwietniu 2022 r. podpisał 5 letni kontrakt z zespołem Łomża Vive Kielce.
Od sezonu 2025/26 wypożyczony (2 lata) do drużyny Zepter KPR Legionowo

## Sukcesy
- Sezon 2021/22 – Powołanie do Młodzieżowej Reprezentacji Polski w Piłce Ręcznej[6]
- Sezon 2021/22 – Mistrzostwo Polski Juniorów (MVP Turnieju Finałowego[7])[8]
- Sezon 2022/23 – Brązowy medal Klubowych Mistrzostw Świata (Super Globe)[9]
- Sezon 2022/23 – Mistrzostwo Polski PGNIG SUPERLIGA MĘŻCZYZN[10]
- Sezon 2022/23 – Srebrny medal Ligi Mistrzów[11]
- Sezon 2023/24 – Wicemistrzostwo Polski ORLEN SUPERLIGA MĘŻCZYZN
- Sezon 2023/24 – Debiut w Pierwszej Reprezentacji Polski[12]
- Sezon 2024/25 – Wicemistrzostwo Polski ORLEN SUPERLIGA MĘŻCZYZN
- Sezon 2024/25 – Puchar Polski[13]